# Pedicularis philippica
Pedicularis philippica är en snyltrotsväxtart som beskrevs av Claude Gay och George Bentham. Pedicularis philippica ingår i släktet spiror, och familjen snyltrotsväxter. Inga underarter finns listade i Catalogue of Life.